# ゲイリー・ピーコック
ゲイリー・ピーコック (Gary Peacock、1935年5月12日 - 2020年9月4日）は、主にアメリカ合衆国で活躍していたジャズ・ベーシスト。アイダホ州バーリー生まれ。 

## 経歴
13歳からピアノを始める。1954年から2年ほど兵役に就き、この間にベースをマスターした。
除隊後、ロサンゼルスでアート・ペッパー、ハロルド・ランド、バド・シャンク等と活動。1962年にニューヨークに出てフリー・ジャズのムーブメントに身を投じポール・ブレイ、ドン・チェリー、アルバート・アイラー、サニー・マレイらと共演した。
最初の妻はアネット・ピーコックであった。
1970年から1972年までの2年間日本の京都に滞在した。その間、禅や仏教の影響を強く受け、いまでいうマクロビオティック自然食生活を送ったといわれる。一時活動を休止したがポール・ブレイのトリオで復帰し、1970年代後半はアート・ランディとのトリオで活躍。1977年にキース・ジャレット、ジャック・ディジョネットとトリオで『Tales of another』（ECM）を録音した。
1980年代、ワシントン州シアトルのコーニッシュ・カレッジで教鞭をとっていた。
1984年からキース・ジャレット、ジャック・ディジョネットとともに、トリオ（通称：スタンダーズ・トリオ）として活動し、たびたび来日公演を行っていた。
1986年に富樫雅彦、佐藤允彦と「ウェイヴ」を結成。
1990年からは、菊地雅章、ポール・モチアンとともに「テザード・ムーン」 (Tethered Moon)を結成。
1993年からはニューヨーク州キャッツキルに在住。多くの時間を座禅をすることにより過ごしていたという。
同年代のジャズ・ベーシストとして、ポール・チェンバース（1935年生れ）、スコット・ラファロ（1936年生れ）、レジー・ワークマン（1937年生れ）、ロン・カーター（1937年生れ）、チャーリー・ヘイデン（1937年生れ）がいる。
2020年9月4日、ニューヨーク州アップステートにて85歳で死去。

## 名言集
- 「ベースを初めて手にしたとき、両の腕は正しくベースを弾きはじめ、それ以来わたくしはベースの練習というものをしたことがない」
- 「アイラーの音楽のエネルギーはどこから来てるんですか」という近藤等則の質問に対し、ピーコックは黙って、股間を指差したという。

## ディスコグラフィ

### リーダー・アルバム
- 『イーストワード』 - Eastward (1970年、CBS)
- 『ヴォイセズ』 - Voices (1971年、CBS)
- 『テイルズ・オブ・アナザー』 - Tales of another (1977年、ECM)
- 『12月の詩』 - December Poems (1977年、ECM)
- 『シフト・イン・ザ・ウィンド』 - Shift in the wind (1980年、ECM)
- 『一瞬の明日』 - Voice from the Past - Paradigm (1981年、ECM)
- Guamba (1987年、ECM)
- Now This (2015年、ECM)
- Tangents (2017年、ECM)

### デュオ・アルバム
ラルフ・タウナー
- 『オラクル』 - Oracle (1994年、ECM)
- 『ア・クローサー・ヴュー』 - A Closer View (1998年、ECM) ※1995年録音

ビル・フリゼール
- 『峠の我が家』 - Just so happens (1994年、Postcards)

ポール・ブレイ
- Partners (1991年、Owl)
- 『マインドセット』 - Mindset (1997年)

マーク・コープランド
- What It Says (2004年、Sketch)
- Insight (2009年、Pirouet)

マリリン・クリスペル
- Azure (2013年、ECM)

### トリオ・アルバム
キース・ジャレットのいわゆるスタンダーズ・トリオ
（with キース・ジャレット、ジャック・ディジョネット） 
ウェイヴ
（with 富樫雅彦、佐藤允彦）
- 『ウェイヴ』 - Wave (1987年、East Wind)
- 『ウェイブII』 - Wave II (1988年、Paddle Wheel)
- 『ウェイブIII』 - Wave III (1988年、NEC Avenue)

テザード・ムーン
（with 菊地雅章、ポール・モチアン）
- 『テザード・ムーン』 - Tethered Moon (1992年、King/Paddle Wheel)
- 『トライアングル』 - Triangle (1993年、King/Paddle Wheel)
- 『プレイ・クルト・ワイル』 - Tethered Moon Play Kurt Weill (1995年、JMT)
- 『ファースト・ミーティング』 - First Meeting (1997年、Winter & Winter) ※1990年–1991年録音
- 『プレイズ・ジミ・ヘンドリックス＋』 - Plays Jimi Hendrix+（1998年、Media Rings）※1997年録音。赤坂「サントリーホール」におけるライブ。
- 『シャンソン・ド・エディット・ピアフ』 -  Chansons d’Édith Piaf (1999年、Winter & Winter)
- 『エクスピリエンシング・トスカ』 - Experiencing Tosca (2004年、Winter & Winter)

### 参加アルバム
フランク・アムサレム
- Out a Day (1990年、OMD)

アルバート・アイラー
- Ghosts (1965年、Debut)
- Prophecy (1975年、ESP-Disk)
- Spiritual Unity (1965年、ESP-Disk)
- Spirits Rejoice (1965年、ESP)

ポール・ブレイ
- Mr. Joy (1968年、Limelight)
- Paul Bley with Gary Peacock (1970年、ECM)
- Ballads (1971年、ECM)
- Turning Point (1975年、Improvising Artists)
- Virtuosi (1976年、Improvising Artists)
- Japan Suite (1977年、Improvising Artists)
- In the Evenings Out There (1991年、ECM)
- Annette (1993年、Hat ART)
- Not Two, Not One (1998年、ECM)

ビル・キャロザーズ
- Home Row (2008年、Pirouet)

マーク・コープランド
- My Foolish Heart (1988年、Jazz City)
- All Blues at Night (1989年、Jazz City)
- At Night (1992年、Sunnyside)
- Paradiso (1995年、Soul Note)
- Softly (1998年、Savoy)
- Modinha - New York Trio Recordings Vol. 1 (2006年、Pirouet)
- Voices - New York Trio Recordings Vol. 2 (2007年、Pirouet)

マリリン・クリスペル
- Nothing Ever Was, Anyway: Music of Annette Peacock (1997年、ECM)
- Amaryllis (2000年、ECM)

ドン・エリス
- Essence (1962年、Pacific Jazz)

ビル・エヴァンス
- Trio 64 (1963年、Verve)

クレア・フィッシャー
- First Time Out (1962年、Pacific Jazz)
- Surging Ahead (1962年、Pacific Jazz)

バーニー・ケッセル
- Barney Kessel's Swingin' Party (1963年、Contemporary)

プリンス・ラシャ & スニー・シモンズ
- The Cry! (1962年、Contemporary)

ミシャ・メンゲルベルク
- Driekusman Total Loss (1981年、VaraJazz) ※1964年録音

ドン・プーレン
- New Beginnings (1988年、Blue Note)

バド・シャンク
- Holiday in Brazil (1958年、World Pacific)
- Latin Contrasts (1958年、World Pacific)
- Slippery When Wet (1959年、World Pacific)
- New Groove (1961年、Pacific Jazz)
- Barefoot Adventure (1961年、Pacific Jazz)

ラヴィ・シャンカール
- Improvisations (1962年、World Pacific)

ジョン・サーマン
- Adventure Playground (1991年、ECM)

ラルフ・タウナー
- City of Eyes (1988年、ECM)

マル・ウォルドロン
- First Encounter (1971年、RCA Victor)

トニー・ウィリアムス
- Life Time (1964年、Blue Note)
- Spring (1966年、Blue Note)

ジミー・ウッズ
- Awakening!! (1962年、Contemporary)

トニーニョ・オルタ
- Once I Loved (1992年、Verve)
- From Ton To Tom (1998年、VideoArts Music)

山本邦山
- 『銀界』 - silver world (1970年)

### 教則ビデオ
- Acouctic Bass - musicianship and improvisational techniques